# Nicolás González Perrin
Nicolás González Perrin Nació el 21 de agosto de 1975 en Tijuana, Baja California. Es abogado y Maestro en la Especialidad del Nuevo Sistema Penal Acusatorio, con especialización en Alta Dirección; es el actual Ministro Agregado de la Policía Federal de México para los Estados Unidos de América y Canadá y Presidente de la Agrupación de Agregados Policiales de América Latina en Estados Unidos de América.

## Formación Académica
Es egresado con de la Licenciatura en Derecho por la Universidad del Valle de México. En la Facultad Libre de Derecho obtuvo el grado de Maestro en Especialidad del Nuevo Sistema Penal Acusatorio. Especialidad en alta dirección por la Academia Superior de la Policía Federal y piloto aviador privado de ala fija. Es egresado de la Academia Superior de la Policía Federal de Caminos.
Cuenta con capacitación a nivel nacional e internacional con distinta agencias nacionales e internacionales tales como: Federal Bureau of Investigation FBI, Department of Justice, ATF, International Law Enforcement Academy, U.S. Department of State, Drug Enforcement Administration DEA, entre otras.

## Operativos
Creador de grupos de alto impacto en las operaciones de la seguridad de México, tales como:
- G.O.T.TPA (Grupo de Operaciones Trata, Tráfico y Pandillas)
- G.O.F.S. ( Grupo de Operaciones Frontera Sur)
- G.O.E.S. ( Grupo de Operaciones Especiales y Supervisión)

## Trayectoria
Se otorga la consigna como Comisionado por la Policía Federal de México a la Policía Estatal Única del Estado de Chihuahua como Director de la División Preventiva en el periodo 2012- 2014 a petición del Gobernador, siendo parte de los acuerdos de apoyos y coordinación entre la federación y los estados en Materia de Seguridad.
Fue Subcoordinador Regional del Sureste de la Policía Federal, donde desarrolló los proyectos y planes de operación en la frontera sur.
Fungió como Director General de Planes y Supervisión de la División de Seguridad Regional, teniendo a su cargo los proyectos de seguridad, cooperación y coordinación en la frontera norte.
Fue Coordinador Estatal de la Policía Federal en el Estado de Sinaloa.
En el ámbito internacional actualmente se desempeña como Ministro Agregado de la Policía Federal para los Estados Unidos y Canadá en la Embajada de México en Washington D. C.. Recibió el nombramiento Presidente de la Agrupación de Agregados Policiales de Latinoamérica "APALA" en Washington D. C.

## Libros Publicados
- Para hacer posible lo imposible. Una mirada a la seguridad pública en México. Primera edición: 9 de junio de 2018, México.  ISBN: 978-607-96893-9-1